# Долішнє Церовене
Долішнє Церове́не (болг. Долно Церовене) — село в Монтанській області Болгарії. Входить до складу общини Якимово.

## Населення
За даними перепису населення 2011 року у селі проживали 810 осіб.
Національний склад населення села:
| Національність   | Кількість осіб | Відсоток |
| ---------------- | -------------- | -------- |
| болгари          | 611            | 77,0%    |
| цигани           | 173            | 21,8%    |
| турки            | 5              | 0,6%     |
| Всього відповіли | 793            |          |

Розподіл населення за віком у 2011 році:
Динаміка населення: